# Hohenwutzen (przystanek kolejowy)
Hohenwutzen – zlikwidowany przystanek osobowy w Hohenwutzen, w Brandenburgii, w Niemczech.